# کیبانتا
کیبانتا روستایی در استان ریفت والی، کنیا می‌باشد.